# Ectropothecium palustre
Ectropothecium palustre är en bladmossart som beskrevs av Edwin Bunting Bartram 1942. Ectropothecium palustre ingår i släktet Ectropothecium och familjen Hypnaceae. Inga underarter finns listade i Catalogue of Life.